# Obelisco de la Libertad
El obelisco de la Libertad es una construcción monumental erigida en el centro de la plaza 28 de Julio de Iquitos, en recuerdo a la firma del protocolo de Río de Janeiro que puso fin a la guerra peruano-ecuatoriana de 1941-1942.

## Contexto
El presidente Manuel Prado Ugarteche a mediados de su primera administración (1939-1945) había enfrentado las hostilidades militares por parte de Ecuador en el norte peruano por territorios que actualmente se encuentran en los departamentos de Tumbes, Cajamarca y Loreto, siendo de este último su capital Iquitos, que se encontraba dentro de las aspiraciones de Quito, el resultado militarmente y la contraofensiva peruana fue desfavorable para Ecuador.
En el ámbito diplomático ambas partes acordaron adherirse al Protocolo de Paz, Amistad y Límites de Río de Janeiro, con lo que Perú lograba adherir sus posiciones fronterizas más favorables, esto para Prado significaba un logro nacional ya que se mantenía a Iquitos dentro de los límites peruanos reconocidos internacionalmente.

## Construcción

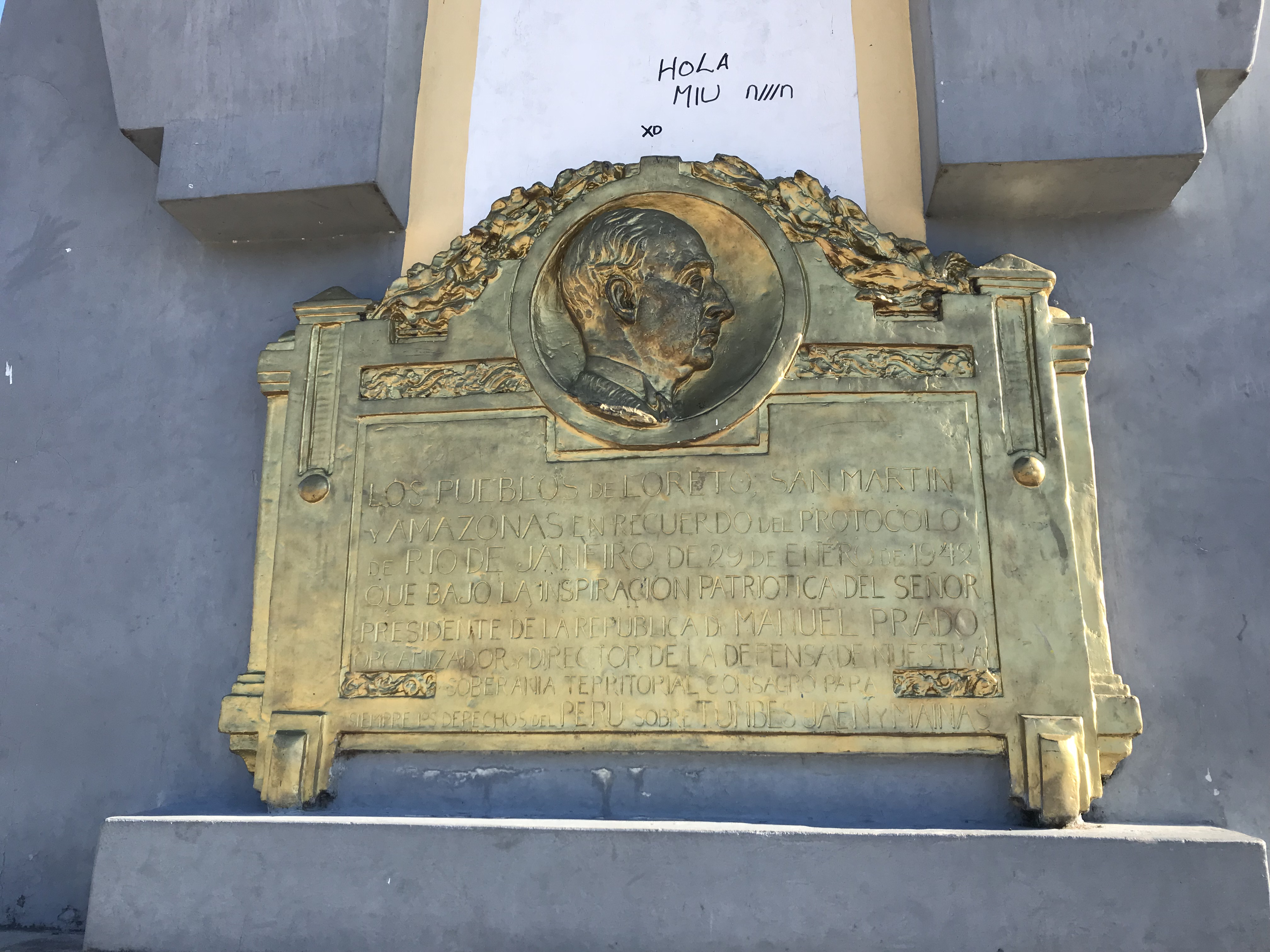
Placa del obelisco.

Prado Ugarteche mandó a construir el obelisco en 1942, un año luego de la guerra y del protocolo, con una estatua femenina en la parte más alta que hace una alegoría al derecho de libre autodeterminación de los pueblos amazónicos en general y a los loretanos particularmente para seguir siendo parte del Perú.
En la parte baja del obelisco hay una placa que describe lo siguiente:

Los pueblos de Loreto, San Martín y Amazonas, en recuerdo del protocolo de Río de Janeiro del 29 de enero de 1941, que bajo la inspiración patriótica del señor presidente de la República dr. Manuel Prado, organizador y director de la defensa de nuestra soberanía territorial, consgagró para siempre los derechos del Perú sobre Tumbes, Jaén y Maynas.

## Controversias
La construcción del obelisco fue criticada por una parte del sector civil de la ciudad, porque consideraban que era imprudente hacer un monumento celebrando una firma de paz con el país en donde se seguía realizando comentarios consideradas antiperuanistas.